# No me importa!
No me importa! es el segundo álbum de la banda argentina de heavy metal Tren Loco, editado en 1996 por el sello Yugular. 

## Detalles
Fue grabado por Álvaro Villagra en los estudios del Abasto en Buenos Aires. El disco contó con un E.P. con los temas Patrulla Bonaerense, Al Acecho, Paz de Mentira, Luca No Murió, Vengan Juntos y O Sole Mío.
El grupo pasó de ser un quinteto a un cuarteto luego de la salida de Sergio Rojas y "Turco" Atala.

El álbum contiene 13 tracks en su edición original y 17 en la reedición de 2005.

## Lista de canciones
| N.º | Título                | Duración |  |
| 1.  | «Sangre en el ojo»    | 3:51     |  |
| 2.  | «Clase trabajadora»   | 3:56     |  |
| 3.  | «No me importa!»      | 5:08     |  |
| 4.  | «Patrulla bonaerense» | 4:09     |  |
| 5.  | «Barrio bajo»         | 4:25     |  |
| 6.  | «Orgía en el sofá»    | 4:08     |  |
| 7.  | «Al acecho»           | 5:29     |  |
| 8.  | «Tierra negra»        | 4:14     |  |
| 9.  | «Cerdocracia»         | 2:10     |  |
| 10. | «Paz de mentira»      | 3:43     |  |
| 11. | «FM Sampler»          | 4:43     |  |
| 12. | «Sindicato Circus»    | 3:38     |  |
| 13. | «Desde el silencio»   | 5:50     |  |

## Reedición
En el año 2005 el disco fue reeditado por el sello de la banda, "Yugular Records". 
Esta edición incluyó 4 nuevos temas, además de un track interactivo.
| N.º | Título                | Duración |  |
| 1.  | «Sangre en el ojo»    | 3:51     |  |
| 2.  | «Clase trabajadora»   | 3:56     |  |
| 3.  | «No me importa!»      | 5:08     |  |
| 4.  | «Patrulla bonaerense» | 4:09     |  |
| 5.  | «Barrio bajo»         | 4:25     |  |
| 6.  | «Orgía en el sofá»    | 4:08     |  |
| 7.  | «Al acecho»           | 5:29     |  |
| 8.  | «Tierra negra»        | 4:14     |  |
| 9.  | «Cerdocracia»         | 2:10     |  |
| 10. | «Paz de mentira»      | 3:43     |  |
| 11. | «FM Sampler»          | 4:43     |  |
| 12. | «Sindicato Circus»    | 3:38     |  |
| 13. | «Desde el silencio»   | 5:50     |  |
| 14. | «Desocupados»         | -        |  |
| 15. | «Trago amargo»        | -        |  |
| 16. | «Luca no murió»       | -        |  |
| 17. | «Afirmación»          | -        |  |

## Créditos
- Gustavo N. Zavala - Bajo
- Carlos Cabral - Voz
- Mauricio Moncho Pregler - Guitarra
- Pollo Fuentes - Batería